# Heterosoma polleni
Heterosoma polleni är en skalbaggsart som beskrevs av Snellen van Vollenhoven 1874. Heterosoma polleni ingår i släktet Heterosoma och familjen Cetoniidae. Inga underarter finns listade i Catalogue of Life.